# Аленья, Карлес
Карле́с Аленья́ Касти́льо (исп. Carles Aleñá Castillo; 5 января 1998, Матаро, Испания) — испанский футболист, полузащитник клуба «Хетафе».

## Клубная карьера
Карлес является воспитанником знаменитой «Ла Масии». Он был капитаном в командах всех возрастных групп, которые прошел. Зимой 2016 года он был переведён во вторую команду «Барселоны» и занял твёрдое место в основном составе. В сезоне 2016/17 молодого игрока стали привлекать к тренировкам и матчам первой команды. В чемпионате Испании Карлес дебютировал 2 апреля 2017 года в матче против клуба «Гранада». 2 декабря 2018 года Аленья забил за каталонцев свой первый гол в чемпионате.
28 декабря 2019 года Аленья на правах аренды перешёл в «Реал Бетис» до конца сезона.
6 января 2021 года ушёл в полугодичную аренду в «Хетафе».
10 июля 2021 года «Барселона» объявила о переходе Карлеса в «Хетафе».

## Карьера в сборной
Карлес выступал за юношеские сборные Испании.

## Достижения
«Барселона»
- Чемпион Испании: 2018/19
- Обладатель Кубка Испании (2): 2016/17, 2017/18

## Стиль игры
Аленья — яркий пример классического хавбека. Карлес выделяется качественной игрой на поле и своей зрелостью вне его. Он может сыграть не только на позиции опорного или центрального полузащитника, но также на месте «10-ки» или даже на левом фланге атаки.

## Личная жизнь
Отец Карлеса, Франсиско — бывший футболист. Он также является воспитанником академии «Барселоны». Выступал за «Херес», «Лериду» и более скромные команды из низших испанских дивизионов.